# Heinkel He 42
Хейнкель He 42 (нем. Heinkel He 42) — немецкий учебно-тренировочный самолёт.

## Создание
Heinkel He 42 был одним из первых учебных самолётов, создаваемых для реорганизованных ВВС Германии. Заказ на его проектирование и постройку выдала в 1929 году организация Deutsche Verkehrsfliegschule, занимавшая подготовкой военных лётчиков. Предполагалось, что самолёт будет использоваться в морских авиашколах, поэтому изначально предусматривалось поплавковое шасси. HD 42 был оснащен мотором Junkers L-5 мощностью 300 л. с., выполнил первый полет 3 марта 1931 года.

## Варианты и модификации
- He 42A — построено 42 единицы для учебных центров.
- He 42B-0 — построено 10 единиц с двигателем L-5-Ga мощностью (380 л. с.).
- He 42B-1 — построено 2 единицы в качестве разведчика и 34 единицы для взлета с катапульт и военным радиооборудованием.
- He 42С  — имел двигатель Junkers (380 л. с), построено 5 самолётов для Deutsche Verkehrsfliegerschule.
- He 42C-1 — стал двухместным учебно-тренировочным самолётом.
- He 42C-2 — имел в задней кабине 7,92-мм пулеметы MG 15 или MG 17.
- He 42D — построено 14 единиц для Люфтваффе[1].
- He 42Е — предусмотрена установка 1 синхронного 7,92-мм пулемета MG 17 и 1 пулемета MG 15 такого же калибра на турели.

## Лётно-технические характеристики
| Модификация                 | He 42C             |
| Размах крыла, м             | 14,00              |
| Длина, м                    | 10,30              |
| Высота, м                   | 4,46               |
| Площадь крыла, м²           | 56,03              |
| Масса, кг                   |                    |
| пустого самолёта            | 1535               |
| нормальная взлётная         | 2170               |
| Тип двигателя               | 1 ПД Junkers L 5Ga |
| Мощность, л.с.              | 1 х 380            |
| Максимальная скорость, км/ч | 182                |
| Крейсерская скорость, км/ч  | 170                |
| Практическая дальность, км  | 1050               |
| Практический потолок, м     | 3700               |
| Экипаж, человек             | 2                  |